# Бухарбай Естекбайулы
Бухарбай Естекбайулы (1822, Жалагашский район Кызылординской области — примерно 1898, на берегу р. Караозен) — казахский батыр, оратор, би Младшего жуза. 
Происходит из подрода теке табын племени жетыру. Участник восстания под предводительством Кенесары Касымова. Участвовал в сражениях против русских и кокандских отрядов. После тяжелого ранения в одном из боев вернулся к мирной жизни. Занимался земледелием, руководив строительством канала на Сырдарье, который существует и ныне («Канал Бухарбая»). Жизнь и деятельность Бухарбай отражена в творчестве поэтов-сказителей, исследованиях историка Е.Бекмаханова, в трилогии И. Есенберлина «Кочевники» («Отчаяние»), книге К.Бердаулетова «Бухарбай батыр».